# Uscite dal mondo
Uscite dal mondo è un libro di Elémire Zolla pubblicato nel 1992.

## Argomenti del libro
Il corposo testo è composto da numerosi saggi brevi accomunati da un ideale comune, che è appunto quello del titolo: esperienze, culture, personaggi storici che testimoniano l'uscita dal mondo, dal determinismo dello spazio e del tempo, dall'ego-centrismo, dai doveri sociali, "fenditure e varchi via via aperti verso i possibili". Gli argomenti sono assai vari, e vengono ripresi temi già trattati più ampiamente in passato in altri testi, veri e propri "cavalli di battaglia" dell'autore: lo sciamanesimo con tutto ciò che lo contorna (la trance, gli allucinogeni ecc.), la valorizzazione del pensiero mitico, la ricerca degli archetipi nella natura, le corrispondenze scoperte attraverso le etimologie, l'illusorietà delle escatologie terrene (quasi pregiudizio nei confronti della politica in generale), i limiti degli intellettuali progressisti, i pericoli del fantasticare, la tentazione moderna del "satanismo" ecc.
Il capitolo iniziale è dedicato alla realtà virtuale creata dai computer, allora ai primordi. L'autore fa un presagio ottimistico: "gli occhiali magici mostreranno la natura illusoria di ogni realtà", consentendo ad alcuni di raggiungere il fine supremo della vita (secondo l'induismo), ossia la liberazione in vita. Zolla affronta poi il tema del sincretismo: a differenza del senso comune religioso, che lo condanna, egli ne mostra la diffusione universale. In Thailandia, ad esempio, buddismo, induismo e sciamanesimo si fondono armoniosamente. Nell'Occidente cristiano invece il sincretismo è l'eccezione: l'unico momento di successo fu durante il Rinascimento del Quattrocento, grazie a filosofi come Pletone e Pico della Mirandola.
Vi è un saggio che mostra come le origini primordiali del diritto rinviino al sacro, al rapporto con il divino e alla simbologia astronomica. Ciò riguarda tutte le istituzioni giuridiche: il concetto di giustizia, il processo, il contratto, fino al diritto del commercio e di famiglia. La critica al diritto ha senso se si rivolge non tanto alle leggi esteriori, ma al suo bisogno psicologico, come restaurazione di un equilibrio magico tramite riscossioni e punizioni: in ciò fu maestro il Cristo. Qua e là Zolla esprime riserve sul misticismo cristiano, che aveva ampiamente studiato: permeato da un forte dualismo, lo sconta con ossessioni diaboliche e perversioni (come dimostrano le vite degli asceti), ombra speculare della moralità. Ne è invece immune chi è coscio della coincidenza degli opposti e li trascende, come Eckart o Cusano, o come nel tantra indiano.
La seconda parte del libro è dedicata a singoli personaggi (a volte famosi, a volte semisconosciuti), suddivisi per aree geografiche, i quali per qualche aspetto della loro opera o del loro pensiero hanno realizzato l'ideale della liberazione. Per la Russia si concentra in particolare su Florenskij, filosofo e scienziato, vittima dello stalinismo. Aveva riportato la scienza moderna alle sue condizioni di pensabilità, ossia alla metafisica; rigettando la legge della continuità, per cui ogni cosa trapassa in un'altra quantitativamente, recupera il concetto di forma o archetipo. Dai mondi germanici ci fa conoscere, tra gli altri, le figure di Bosch, pittore probabilmente appartenente a una setta gnostica; Ruskin, critico d'arte vittoriano; e Jung, che descrive la guarigione psichica come raggiungimento di una "identità superiore".
Dedica una dissertazione a Tolkien, il quale infranse le regole dello studio accademico della letteratura, cercando non semplicemente di studiare e schedare l'antico, ma di farlo rivivere, evidenziando ciò che ha di perenne, dunque "più presente a noi del presente". Le fiabe non parlano di cose transitorie, ma permanenti: non di lampadine elettriche, ma di fulmini. Dai mondi latini ci fa incontrare Collodi, il quale dissimulò dietro la maschera di una favola puerile una serie di simboli esoterici (a cominciare da quello del burattino); Reghini, fondatore del neopaganesimo della Scuola italica; Lévi-Strauss, antropologo che polemizzò con lo storicismo, Eliade, storico delle religioni ecc. Dedica un excursus alla ricezione in Occidente dell'arte primitiva, in particolare di quella azteca: gli artisti moderni scambiarono quelle sculture per una specie di espressionismo deformativo, mentre in realtà si tratta di strumenti per accedere a stati alterati di coscienza. Infine vengono le parti più brevi su Israele, Islam, India e Giappone.

## Edizioni
- Uscite dal mondo, "Biblioteca Adelphi" n. 247, Milano, Adelphi, 1992, 611 pp. ISBN 978-8845908798
- Uscite dal mondo, a cura di Grazia Marchianò, "Opere di Elémire Zolla", Venezia, Marsilio, 2012, 477 pp. ISBN 978-88-317-1282-8